# Zvenigorod
Zvenigorod (in russo Звенигород?) è una cittadina della Russia europea centrale, compresa nell'oblast' di Mosca; sorge lungo il fiume Moscova, circa 50 km ad ovest della capitale.
Zvenigorod è una delle città più antiche dell'intera Russia anche se la prima menzione all'interno di cronache locali risale al 1336. Lo status di città risale al 1781, concesso dalla zarina Caterina II.
Zvenigorod è sede del monastero Savvino-Storoževskij, uno dei più importanti della regione intorno a Mosca, risalente agli inizi del XV secolo.

## Storia
Il nome della città deriva o da un nome di persona (cf. Zvenislav, Zvenimir) o dal nome di un fiume (Zvinech, Zvinyaka, Zveniga); la derivazione da "città delle campane sonanti" è un etimo popolare. La comunità è esistita fin dal XII secolo (il primo insediamento sorto sul sito dell'attuale città risale al 1152, fondato ad opera di Jurij Dolgorukij), sebbene la sua prima menzione scritta sia datata intorno al 1339 nel testamento del Granduca di Mosca Ivan I Daniilovich Kalita, nel quale egli afferma: «Dunque, io lascio a mio figlio Ivan Zvenigorod, Kremchina, Ruza…»
Nei documenti storici, o annali (лéтопись [letopis'] in russo), Zvenigorod è citata per la prima volta verso il 1382, subito dopo che il khan Toktamish aveva incendiato Mosca e distrutte numerose città sul suo percorso, compresa Zvenigorod. Zvenigorod divenne importante nel tardo XIV secolo, dopo che fu lasciata in eredità da Demetrio di Russia al suo secondo figlio Jurij, che vi pose la propria residenza sulla ripida riva della Moscova. Il cremlino locale, chiamato Gorodok, contiene l'unico esemplare pienamente conservato dell'architettura moscovita del XIV secolo, la Cattedrale della Dormizione (1399). L'interno della cattedrale esibisce affreschi attribuiti ad Andrej Rublëv.
Zvenigorod è principalmente ricordata per i conflitti armati interni finanziati dai figli di Jurij per il controllo di Mosca durante il regno del loro cugino Basilio II di Russia. Dopo che il loro partito fu sconfitto, la città fu incorporata nel Granducato di Mosca. Zvenigorod ottenne i diritti di città nel 1781. Nel tardo XIX secolo la città divenne popolare tra l'intelligencija come località alla moda della banlieue di Mosca. Molte stravaganti dacie furono erette nei dintorni. Alcune di esse ospitano i musei di Sergej Taneev, Anton Čechov e Isaak Levitan.

## Società

### Evoluzione demografica
Fonte: mojgorod.ru
- 1861: 1.700
- 1897: 2.100
- 1926: 3.100
- 1939: 6.300
- 1959: 8.800
- 1979: 12.300
- 1989: 15.800
- 2002: 12.155
- 2007: 13.100

## Amministrazione

### Gemellaggi
- Mahilëŭ, dal 2006
- Tropea, dal 2012